# Utica (Nebraska)
Utica is een plaats (village) in de Amerikaanse staat Nebraska, en valt bestuurlijk gezien onder Seward County.

## Demografie
Bij de volkstelling in 2000 werd het aantal inwoners vastgesteld op 844.
In 2006 is het aantal inwoners door het United States Census Bureau geschat op 824, een daling van 20 (-2,4%).

## Geografie
Volgens het United States Census Bureau beslaat de plaats een oppervlakte van
1,1 km², geheel bestaande uit land.

## Plaatsen in de nabije omgeving
De onderstaande figuur toont nabijgelegen plaatsen in een straal van 16 km rond Utica.